# Playa del Sable (Val de San Vicente)
La playa de El Sable se encuentra ubicada en la localidad de Prellezo, en el municipio de Val de San Vicente, en la Comunidad Autónoma de Cantabria, España. Se encuentra al oeste de la comunidad, en la ría de Tina Menor.

## Situación
Situada en la margen derecha de la ría de Tina Menor, desembocadura del río Nansa. Se puede acceder por carretera desde la nacional N-634, entre Tanagos y Muñorrodero. La autovía del Cantábrico A-8 / E-70, en su salida de Unquera, también permite acceder a este arenal.

### Acceso
Los vehículos pueden estacionar en el aparcamiento habilitado al efecto junto a la playa.

## Equipamientos
La playa carece de vigilancia. Además del aparcamiento, hay contenedores para recogida de basura y servicio de limpieza en días alternos.

## Características
La playa es abrigada al estar rodeada por la sierra de Jerra, pudiendo encontrar abundante vegetación. Su composición es de arena fina y dorada, aunque la parte que deja visible la bajamar se convierte en zona fangosa. En condiciones normales, la playa mide 340 metros de largo y 5 de ancho. Las aguas son muy tranquilas y aptas para el baño. Se permite la práctica de diversos deportes, tanto acuáticos como de tierra.